# Pleurothallis litotes
Pleurothallis litotes är en orkidéart som beskrevs av Carlyle August Luer. Pleurothallis litotes ingår i släktet Pleurothallis och familjen orkidéer. Inga underarter finns listade i Catalogue of Life.